# Gerard Victory
Thomas Joseph Gerard Victory (* 24. Dezember 1921 in Dublin, Irland; † 14. März 1995 ebenda) war ein irischer Komponist.

## Leben
Victory war der Sohn des Ladenbesitzers Thomas Victory und seiner Frau Delia (geb. Irwin). Nach der Schulzeit studierte er 1939–42 Französisch, Deutsch und Keltologie am University College Dublin und Musik am Trinity College Dublin, wo er noch 1972 den Doktortitel erwarb. Als Komponist war er weitgehend Autodidakt, er erhielt aber auch Unterricht bei John Larchet sowie während einer „Summer Music School“ in Dublin bei Alan Rawsthorne (1950) und in der Folge bei Walter Beckett. Zudem besuchte er die Internationalen Ferienkurse für Neue Musik in Darmstadt. Seine Musik weist ein breites Spektrum an Elementen von Funktionstonalität und irischer Volksmusik bis hin zu seriellen Techniken auf. Einflüsse von Igor Strawinsky lassen sich darin ebenso finden, wie Anklänge an seine Vorgänger und unmittelbaren Zeitgenossen unter den irischen, britischen und französischen Komponisten des 20. Jahrhunderts. Gelegentlich gelangen die verschiedensten ästhetischen Mittel innerhalb eines Werkes zur Verschmelzung.
1948 wurde er Mitarbeiter der Irischen Rundfunkanstalt Raidió Teilifís Éireann (RTÉ), 1967–82 in der Funktion des Musikdirektors. Von 1981 bis 1983 fungierte Gerard Victory als Präsident des International Rostrum of Composers der UNESCO. Er war Mitglied der irischen Künstlervereinigung Aosdána, Fellow der Royal Irish Academy of Music und wurde mit dem französischen Ordre des Arts et des Lettres und dem deutschen Bundesverdienstkreuz ausgezeichnet.
Seit 1948 war Victory mit Geraldine Herity verheiratet, mit der er fünf Kinder hatte: Alma, Fiona, Isolde, Raymond und Alan. Gerard Victory starb am 14. März 1995 im Alter von 73 Jahren in Dublin. Ein Teil seines musikalischen Nachlasses befindet sich in der Bibliothek des Trinity College Dublin.

## Werke (Auswahl)

### Opern und andere Bühnenwerke
- Nita (Ungarischer Sommer), Operette. Libretto: Patrick Delahunty und Gerard Victory (1944)
- Once Upon a Moon, Libretto: Barry Roach (1949)
- An fear a phós balbhán („der Mann, der eine Stumme heiratete“; auch The Silent Wife; Die stumme Ehefrau), Libretto: Gerard Victory und Tomás Mac Anna nach François Rabelais (1952/53)
- Iomrall Aithne (Mistaken Identity; Falsche Identität), Libretto: Gerard Victory (1956)
- The Music hath Mischief. Libretto: Gerard Victory (1964/67)
- Chatterton, Libretto: Gerard Victory nach Alfred de Vigny (1967–70)
- Circe, Rundfunkoper. Libretto: Gerard Victory (1971/72)
- Eloise and Abelard, Rundfunkoper. Libretto: Gerard Victory (1972)
- The Magic Trumpet, Rundfunkoper. Libretto: Gerard Victory (1974)
- An Evening for Three, Libretto: Gerard Victory und Lotte Ingrisch (1975)
- The Rendezvous, Libretto: Gerard Victory nach Maurice Renard (1989)
- The Tree of Life, Libretto: Gerard Victory (1991)
- The Wooing of Éadaoin, Kinderoper. Libretto: Nuala Ní Dhomhnaill (1994)

### Soli, Chor und Orchester
- Ultima Rerum, Requiem-Kantate (1975–81)

### Orchesterwerke
- Sinfonie Nr. 1 (1961)
- Favola di Notte (1966)
- Cyrano de Bergerac, Orchesterouvertüre (1970)
- Jonathan Swift: A Symphonic Portrait (1970)
- From Renoir’s Workshop (1973)
- Olympic Festival Overture (1975)
- Sinfonie Nr. 2 „Il Ricorso“ (Die Wiederkehr, 1977)
- Three Irish Pictures (1980)
- Six Epiphanies of the Author (1981)
- Five Inventions (1982)
- Sinfonie Nr. 3 „Refrains“ (1984)
- Sinfonie Nr. 4 (1988)
- Eblana. A Symphonic Portrait of Dublin (1991)

### Instrumentalkonzerte
- Klavierkonzert Nr. 1 (1954)
- Konzert für Akkordeon und Orchester (1968)
- Konzert für E-Gitarre und Orchester (1970)
- Konzert für Keltische Harfe und Kammerorchester (1970)
- Klavierkonzert Nr. 2 (1972)
- Tetragon für Oboe und Kammerorchester (1972)
- Cellokonzert (1978)

### Kammermusik und Ensemblewerke
- Streichquartett (1963)
- Rodomontade für Bläserquintett (1964)
- Streichtrio (1982)
- Commedia für zwei Trompeten, Horn, Posaune und Tuba (1985)
- Moresca für Violine, Violoncello und Harfe (1990)
- Denkmal für Streichtrio (1993)

### Orgel solo
- Recessional Prelude (1982)
- A Lyric Prelude (1985)

### Klavier solo
- Sonata (1958)
- Prelude and Toccata (1962)
- Three Masks (1965)
- Cinque Correlazioni (1966)
- Verona Preludes (1979)
- Tarantella (1983)
- Kennedy Variations (1991)

### Gesang und Klavier
- Five Poems by William Butler Yeats (o. D.)
- Ember Songs (1965)
- The Passionate Pilgrim (1968)
- Le chant du courage (1970)
- Sailing to Byzantium (1975)
- Cinq chansons de Rimbaud (1975)
- The Secret Prophecy (1978)
- Dialogues d’amour (1979)
- Variations on the Night (1985)
- Seasons of Eros (1991)

### Filmmusik
- Pretty Polly, Regie: Tony Inglis (1957)
- Horseman, Pass By! aus der TV-Reihe Sunday Night, Regie: Malcolm Brown (1966)
- Victor Frankenstein (unter dem Namen Gerrard Victory), Regie: Calvin Floyd (1977)
- Ghost Stories, TV-Trickfilm. Regie: Al Guest, Jean Mathieson (1987)
- Around the World in 80 Days, TV-Trickfilm. Regie: Al Guest, Jean Mathieson (1990)

## Diskographie
- Three Irish Pictures, RTÉ Sinfonietta, Dirigent: Proinnsías Ó Duinn. CD Marco Polo 8.223804 (1996)
- Ultima Rerum, Solisten, RTÉ Philharmonic Choir, National Chamber Choir, National Symphony Orchestra of Ireland, Dirigent: Colman Pearce. CD Marco Polo 8.223532-3 (1997)
- An Old Woman of the Roads, Bernadette Greevy – Mezzosopran, Hugh Tinney – Klavier. CD Marco Polo 8.225098 (1998)
- Revel in Reel Time, RTÉ Concert Orchestra. CD Celtic Collections CCD 135 (1999)
- Songs from Lyonnesse, National Chamber Choir of Ireland, Dirigent: Colin Mawby. CD Black Box BBM 1030 (2000)
- Moresca, Geraldine O’Doherty – Harfe, David O’Doherty (Violine), Moya O’Grady (Violoncello). CD Absolute Music (2009)
- Prelude and Toccata, Hugh Tinney – Klavier. CD RTÉ lyric fm 153 (2016)
- Marche Bizarre, The Band of the Irish Defence Forces, Dirigent: Mark Armstrong. CD RTÉ lyric fm (2018)
- An Old Woman of the Roads, Paula Murrihy – Mezzosopran, Tanya Blaich – Klavier. CD Orchid Classics ORC100143 (2020)